# Jardin polonais
Le jardin polonais (Польский сад; Polsky sad) est un jardin public situé dans le centre historique de Saint-Pétersbourg en Russie. Il tient son nom de la cathédrale polonaise fréquentée avant sa fermeture dans les années 1930 par une majorité de Polonais ethniques et qui donne sur le jardin. il se trouve dans le district de l'Amirauté, au milieu du rectangle limité par le quai de la Fontanka, la perspective (ou avenue) Izmaïlovski, la ruelle Derjavine et la 1re rue de l'Armée rouge. Ce jardin s'étend sur 2,3 hectares et son entrée est payante.
L'ancêtre de ce jardin est le parc du palais de Derjavine qui se trouvait là et qui ouvrait sur la Fontanka. Il fut démoli par l'architecte Nikolaï Lvov.
Le jardin est administré depuis par 2006 par les Musées Pouchkine, organisation étatique regroupant plusieurs musées nationaux de Saint-Pétersbourg. Le jardin a été restauré entre 2004 et 2007 par le budget fédéral.

## Source
- (ru) Cet article est partiellement ou en totalité issu de l’article de Wikipédia en russe intitulé « Польский сад » (voir la liste des auteurs).